# Sistema Nacional de Áreas Protegidas (Chile)
El Sistema Nacional de Áreas Protegidas (abreviado SNAP) es un conjunto integrado de áreas protegidas fiscales y privadas establecido en Chile mediante la Ley 21.600, con el propósito de asegurar la conservación de la biodiversidad del país, mediante la protección y gestión sustentable de ecosistemas terrestres, marinos, continentales e insulares, junto con su diversidad genética, paisajística y cultural asociada.
Este sistema, administrado por el Servicio de Biodiversidad y Áreas Protegidas (SBAP), comprende tanto áreas bajo administración pública como áreas privadas reconocidas oficialmente, e incluye espacios terrestres, acuáticos continentales, marinos y costeros. Su diseño busca integrar la conservación con el ordenamiento territorial y el desarrollo sustentable, mediante instrumentos de planificación, participación comunitaria, restauración ecológica, monitoreo ambiental y adaptación al cambio climático. La ley contempla también la existencia de zonas de amortiguación y corredores biológicos para asegurar la conectividad ecológica de los ecosistemas.
El SNAP contempla diversas categorías de protección, tales como parques nacionales, reservas nacionales, monumentos naturales, áreas de conservación de múltiples usos y áreas de conservación para pueblos indígenas, cada una con objetivos y restricciones particulares. La gestión del sistema debe ser participativa, incorporando comités regionales consultivos y respetando los saberes tradicionales de las comunidades locales y pueblos originarios.

## Historia
Originalmente, la Ley sobre Bases Generales del Medio Ambiente (LBGMA) aprobada en 1994 contaba con los artículos 34, 35 y 36 que procedía a crear y regular el Sistema Nacional de Areas Silvestres Protegidas, y que sin embargo jamás llegó a ser creada y en su lugar se configuró a la Corporación Nacional Forestal, para tener las competencias que correspondían a este servicio. Desde entonces ningún gobierno de turno se encargó de regularizar la situación.
Luego de la aprobación de la reforma a la LBGMA en 2010, durante el primer gobierno del presidente Sebastián Piñera se presentó el 26 de enero de 2011 el proyecto de ley que crea el «Servicio de Biodiversidad y Áreas Protegidas» (SBAP) y el «Servicio Nacional de Áreas Protegidas» (SNAP). Este proyecto de ley se mantuvo en primer trámite dentro del Senado, donde nunca entró a discusión en comisión, aun cuando se retiraba y se hacía presente la urgencia simple del proyecto. Luego de entrar en un hiato por 3 años, el 18 de junio de 2014 la presidenta Michelle Bachelet retiró el proyecto desde el congreso. En su lugar, la presidenta presenta por medio de mensaje un nuevo proyecto de ley que crea el SNAP y SBAP. Debido a la lentitud con la cual el proyecto de ley estaba siendo tramitado, la presidenta retiró y presentó un nuevo mensaje el mismo día, que crea el SNAP y SBAP; todo esto con el fin de acelerar el proceso legislativo introduciendo propuestas con las modificaciones que los especialistas en el tema señalaron como importantes.
El proyecto continuó su trámite en comisiones durante 2021, afinando detalles. La Comisión de Medio Ambiente de la Cámara introdujo mejoras (por ejemplo, corrigió disposiciones medioambientales sobre concesiones en parques). Algunas de estas modificaciones fueron revertidas por la Comisión de Agricultura en agosto de 2022.
El proyecto fue despachado y publicado como Ley 21.600 el 6 de septiembre de 2023. El Ejecutivo subrayó que el SBAP nacería con una dotación de personal duplicada respecto a la que CONAF destinaba previamente a las áreas protegidas.
De acuerdo a la ley, el SBAP informará trimestralmente a la Comisión de Medioambiente, Cambio Climático y Bienes Nacionales del Senado y a la Comisión de Medio Ambiente y Recursos Naturales de la Cámara de Diputadas y Diputados del grado de avance en la implementación de la ley N° 21.600, en particular sobre la creación de los reglamentos que fijen su orgánica y funcionamiento, el proceso de revisión de los sitios prioritarios, y los procesos participativos en la dictación de estos instrumentos, entre otras materias que sean pertinente informar.

## Funciones
De acuerdo a la ley N.º 21.600, se establece la creación del Sistema Nacional de Áreas Protegidas (SNAP), el cual está constituido por todas las áreas protegidas del país, tanto de carácter fiscal como privado, y abarca espacios terrestres, acuáticos continentales, marinos e insulares. Este sistema es gestionado por el Servicio de Biodiversidad y Áreas Protegidas (SBAP) y representa un instrumento clave para la conservación de la biodiversidad en Chile. La ley establece un enfoque de gestión integral, eficaz y equitativo, aplicable a través de diversas categorías de protección y acompañado por mecanismos de participación ciudadana, estrategias de financiamiento e instrumentos de ordenamiento ambiental y territorial.

### Objetivos
El Sistema tiene por finalidad principal asegurar la conservación permanente de la biodiversidad y del patrimonio natural, paisajístico y cultural asociado a las áreas que lo integran. Sus objetivos específicos comprenden:
- La conservación de ecosistemas terrestres, marinos, insulares y acuáticos continentales, representativos de la diversidad ecológica del país.
- La protección de la diversidad genética de las especies que habitan estas áreas.
- La mantención o recuperación de los servicios ecosistémicos que proveen estos espacios.
- La integración de las áreas protegidas con los instrumentos de desarrollo y ordenamiento territorial a nivel nacional, regional y local, promoviendo una gestión sustentable de los recursos naturales.
- La facilitación de actividades educativas, recreativas, turísticas, culturales y científicas dentro de las áreas protegidas, respetando sus objetivos de conservación.
- El establecimiento de corredores biológicos y zonas de amortiguación que permitan la conectividad ecológica.
- La inclusión de comunidades locales e indígenas en la gestión de las áreas, reconociendo su conocimiento ancestral, sus innovaciones y prácticas tradicionales relacionadas con la conservación de la biodiversidad.
- La promoción de investigación, monitoreo y acciones de adaptación frente al cambio climático.

### Gestión del Sistema
La administración del Sistema corresponde al SBAP, que debe elaborar un plan estratégico de gestión, el cual constituye la principal herramienta de planificación. Este plan debe contemplar:
- Una revisión periódica de la planificación del Sistema, incluyendo criterios de creación, ampliación o reclasificación de áreas.
- Programas de financiamiento vinculados a la Ley de Presupuestos del sector público.
- Programas de fortalecimiento institucional, capacitación y educación ambiental.
- Estrategias de priorización y desarrollo del turismo sustentable, en coordinación con la Subsecretaría de Turismo.
- Programas de cooperación internacional y de participación de comunidades y pueblos originarios.
- Mecanismos de seguimiento y evaluación continua del cumplimiento de metas y objetivos.

Para apoyar esta gestión, el SBAP podrá constituir comités regionales consultivos, de carácter público-privado, compuestos por autoridades locales, representantes del sector académico y de organizaciones no gubernamentales, así como por administradores de áreas privadas y miembros de comunidades indígenas o locales. Estos comités buscarán enriquecer la toma de decisiones a nivel regional y promover la colaboración intersectorial.

#### Categorías de áreas protegidas
El Sistema Nacional de Áreas Protegidas reconoce diversas categorías de conservación, las cuales se definen según sus objetivos ecológicos y su nivel de intervención permitido. Entre ellas se encuentran:
- Reserva de Región Virgen
- Parque Nacional
- Monumento Natural
- Reserva Nacional
- Área de Conservación de Múltiples Usos
- Área de Conservación de Pueblos Indígenas

Cada una de estas categorías posee requisitos y restricciones específicas, particularmente en cuanto a la conservación de los procesos ecológicos, el uso de recursos naturales y la realización de actividades humanas en su interior. De acuerdo a la ley, las anteriores categorías serán recategorizadas en un periodo no mayor a cinco años desde el momento de entrada en vigencia del SBAP. Antes de la creación de la ley existían once figurales legales de protección ambiental territorial, las cuales se redujeron a seis:
| Categorías previas                  | Nuevas categorías | Nivel de protección |
| ----------------------------------- | --- | --- |
| Parques marinos                     | Parque Nacional | Protección más estricta: En estas tres categorías se prohíbe la explotación de recursos naturales con fines comerciales.                                        |
| Parques nacionales                  | Parque Nacional | Protección más estricta: En estas tres categorías se prohíbe la explotación de recursos naturales con fines comerciales.                                        |
| Parques nacionales de turismo       | Parque Nacional | Protección más estricta: En estas tres categorías se prohíbe la explotación de recursos naturales con fines comerciales.                                        |
| Monumentos naturales                | Monumento Natural | Protección más estricta: En estas tres categorías se prohíbe la explotación de recursos naturales con fines comerciales.                                        |
| —                                   | Reserva de Región Virgen                                                                                                 | Protección más estricta: En estas tres categorías se prohíbe la explotación de recursos naturales con fines comerciales.                                        |
| Reservas marinas                    | Reserva Nacional | Mayor amplitud en cuanto a actividades: Se permiten actividades de uso sustentable, siempre que no comprometan los servicios ecosistémicos que el área protege. |
| Reservas nacionales                 | Reserva Nacional | Mayor amplitud en cuanto a actividades: Se permiten actividades de uso sustentable, siempre que no comprometan los servicios ecosistémicos que el área protege. |
| Reservas forestales                 | Reserva Nacional | Mayor amplitud en cuanto a actividades: Se permiten actividades de uso sustentable, siempre que no comprometan los servicios ecosistémicos que el área protege. |
| Áreas marinas y costeras protegidas | Área de Conservación de Múltiples Usos                                                                                   | Mayor amplitud en cuanto a actividades: Se permiten actividades de uso sustentable, siempre que no comprometan los servicios ecosistémicos que el área protege. |
| —                                   | Área de Conservación de Pueblos Indígenas                                                                                | Mayor amplitud en cuanto a actividades: Se permiten actividades de uso sustentable, siempre que no comprometan los servicios ecosistémicos que el área protege. |
| Santuarios de la naturaleza         | Para estos casos, la recategorización no es automática, y existirá un periodo de cinco años para poder recategorizarlas. | Para estos casos, la recategorización no es automática, y existirá un periodo de cinco años para poder recategorizarlas.                                        |
| Bienes nacionales protegidos        | Para estos casos, la recategorización no es automática, y existirá un periodo de cinco años para poder recategorizarlas. | Para estos casos, la recategorización no es automática, y existirá un periodo de cinco años para poder recategorizarlas.                                        |
| Sitios Ramsar                       | Para estos casos, la recategorización no es automática, y existirá un periodo de cinco años para poder recategorizarlas. | Para estos casos, la recategorización no es automática, y existirá un periodo de cinco años para poder recategorizarlas.                                        |